# دیرک کیبر
جک پارتون (زاده ۱۳ سپتامبر ۱۹۷۱ در مین، ایالات متحده آمریکا) با نام مستعار دیرک کیبر، بازیگر پورنوگرافی گی، موسیقی‌دان و مدل بزرگسال آمریکایی است.